# Irene Brückle
Irene Brückle (* 1960 in Berlin) ist eine deutsche Restauratorin. Sie ist seit 2008 Professorin an der Staatlichen Akademie der Bildenden Künste Stuttgart. Sie ist spezialisiert auf die Restaurierung von Kunstwerken auf Papier. Außerdem ist sie stellvertretende Vorsitzende der Fachgruppe „Kunstwissenschaften-Restaurierung“ und stellvertretende Vorsitzende der Studienkommission „Konservierung und Restaurierung“. 

## Leben
Irene Brückle ist in Deutschland, Nigeria und Österreich aufgewachsen. Zwischen 1981 und 1984 absolvierte sie eine handwerkliche Buchbinderlehre mit Gesellenabschluss in München. Von 1984 bis 1987 arbeitete sie in der Lederrestauration am Ledermuseum in Offenbach sowie am Städelschen Kunstinstitut in Frankfurt in der Restaurierung von Kunstwerken.
1987 war sie Ausstellungsrestauratorin in Kassel. Zwischen 1989 und 1990 war sie Mitarbeiterin für die Restaurierung von Kunstwerken auf Papier im Christa Gaehde Studio in Arlington. 1994 schrieb sie ihre Bachelorarbeit an der Empire State University College, Buffalo in New York.
2007 promovierte sie auf dem Gebiet der Kunstwissenschaft an der Staatlichen Akademie der Bildenden Künste in Stuttgart.
Von 2005 bis 2008 war sie Leiterin der Restaurierung der Staatlichen Museen in Berlin. Brückle ist seit 2008 Professorin für Konservierung und Restaurierung von Kunstwerken auf Papier. Außerdem ist sie  stellvertretende Vorsitzende der Fachgruppe „Kunstwissenschaften-Restaurierung“ und der Studienkommission „Konservierung und Restaurierung“.

## Auszeichnungen
- 2005 Sheldon and Caroline Keck Award for Excellence in Conservation Education des American Institute for Conservation

## Veröffentlichungen (Auswahl)
- 2007–2013: Mitherausgeberin Restaurator – International Journal for Archives and Library Conservation
- 2010: I. Brückle, O. Hahn (Hrsg.). A Comparison of the Proof Copy (New York) and other Paradigmatic Copies, Bd. 1, Galileo’s O, H. Bredekamp (Hrsg.), Berlin: Akademie-Verlag, ISBN 978-3050050959
- 2011: G. Banik, I. Brückle. Paper and Water: A Guide for Conservators, Oxford: Elsevier, ISBN 978-3935643566
- 2013: E. Glück, I. Brückle, E.-M. Barkhofen (Hrsg.). Papier – Linie – Licht. Konservierung von Architekturzeichnungen und Lichtpausen aus dem Hans-Scharoun-Archiv. Berlin: Akademie der Künste, ISBN 978-3883311791
- 2014: Galileo’s O: A Galileo Forgery: Unmasking the New York Sidereus Nuncius, ISBN 978-3110354645